# Divertido siglo
Divertido siglo va ser un programa musical de televisió, emès per TVE en la temporada 1973-1973, amb la realització de Fernando García de la Vega. Va ser el primer programa de TVE que es va enregistrar en vídeo en color provant el sistema alemany PAL.

## Format
Sota el fil conductor del presentador, Alfonso del Real, el programa feia un repàs, en to humorístic, del que va ser l'actualitat musical a Espanya durant el primer quart de segle xx, amb els seus gèneres més representatius: la Zarzuela i el cuplé. Comptava per a això amb l'actuació d'un grup d'actors que representaven escenes del que podria haver estat la quotidianitat en un dia qualsevol entre el 1900 i el 1925, període que cobreix l'espai. Cada setmana es dedicava el programa a un any diferent. Es va gravar als estudis Moro a l'Avinguda Amèrica de Madrid.

## Repartiment
- Serafín García Vázquez... Don Teodor
- Mimí Muñoz... Flora
- Josefina Calatayud... Donya Virtuts
- Alfonso Gallardo... Javier
- Clara Benayas ... Violeta
- Manolo Codeso... Domínguez
- Fernanda Hurtado... Clara
- Teresa Hurtado... Bella